# Монеты (масть)

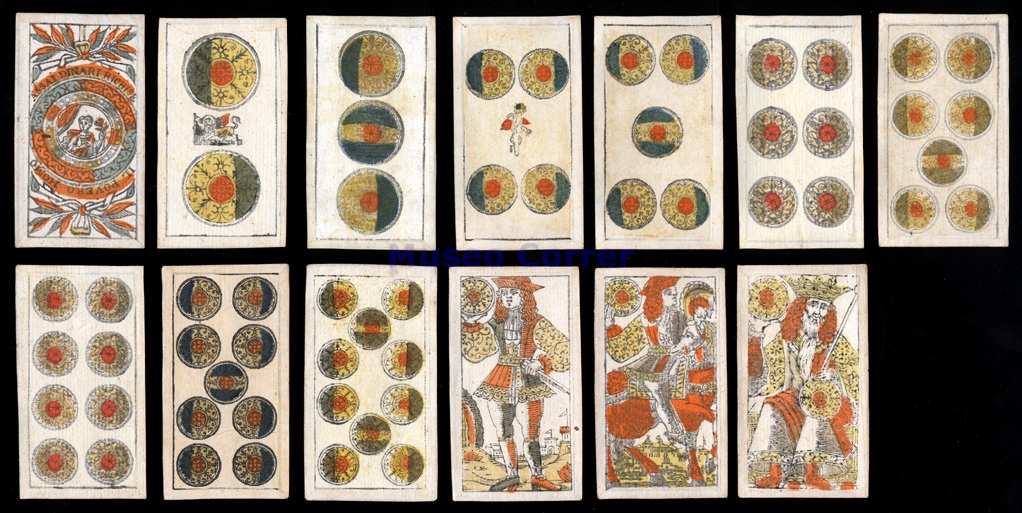
Масть монет из венецианской колоды XVIII века

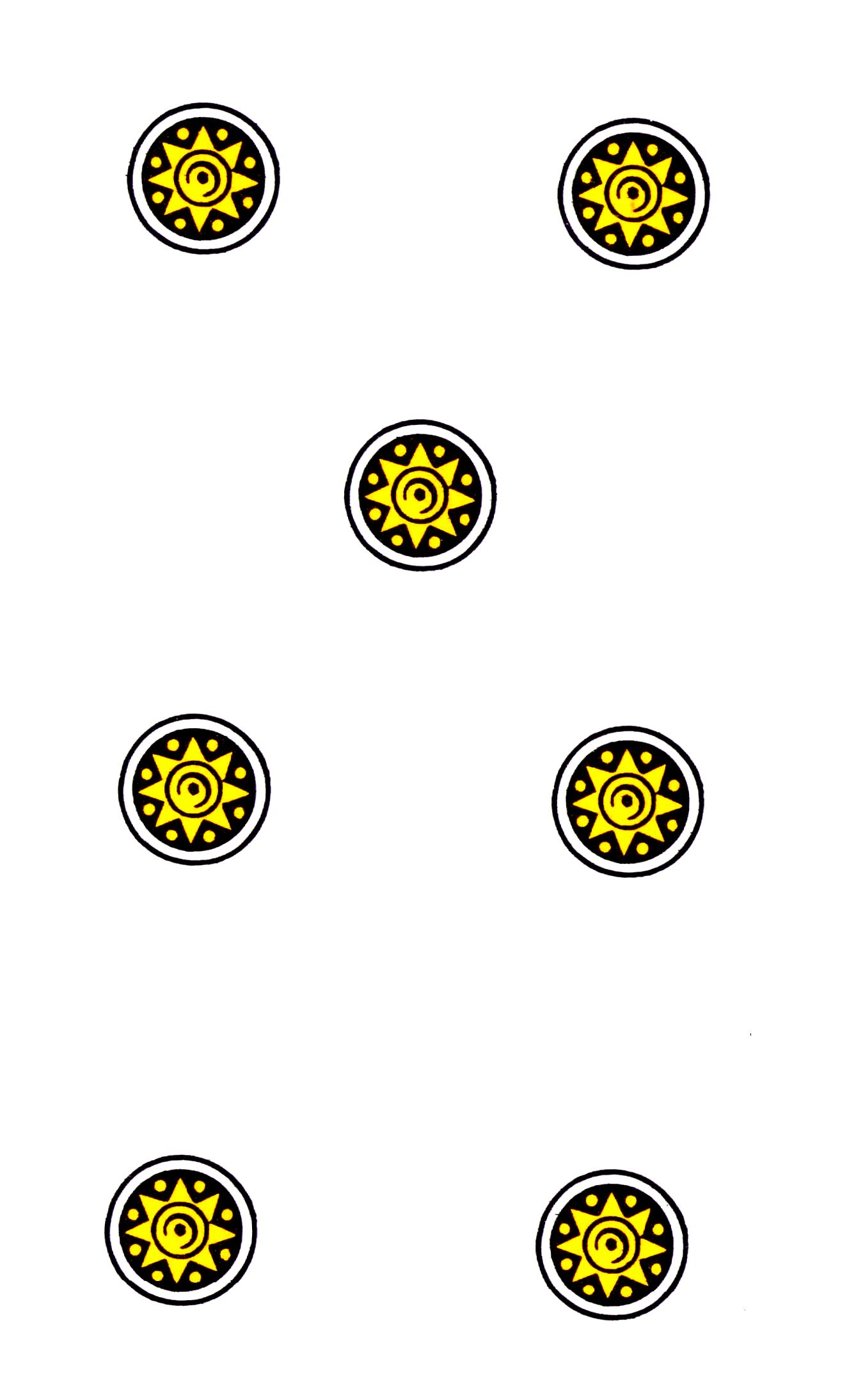
Семёрка монет

Монеты — одна из четырёх мастей в итало-испанской колоде.

## Аналоги в других колодах
- В немецкой колоде и швейцарской колоде: бубенцы
- Во французской колоде: бубны
- В итальянской колоде: денарии

## Галерея

Варианты изображения масти:

## В карточных играх
Семёрка монет ― самая ценная карта в итальянской национальной игре скопа. Её взятие имеет название sette bello и является одним из четырёх достижений, за которые можно получить игровое очко.